# Wetschen
Wetschen is een gemeente in de Duitse deelstaat Nedersaksen. De gemeente maakt deel uit van de Samtgemeinde Rehden in het Landkreis Diepholz. Wetschen telt 1.847 inwoners. Tot de gemeente behoren de gehuchten Wetscherhardt  en  Spreckel. Het zijn weinig belangrijke boerendorpjes, die na 1970 zijn uitgebreid met enige nieuwbouw voor te Diepholz werkende woonforensen. Met name de 18e eeuw was voor Wetschen rampzalig; het dorp werd diverse malen door grote branden en dodelijke epidemieën geteisterd.

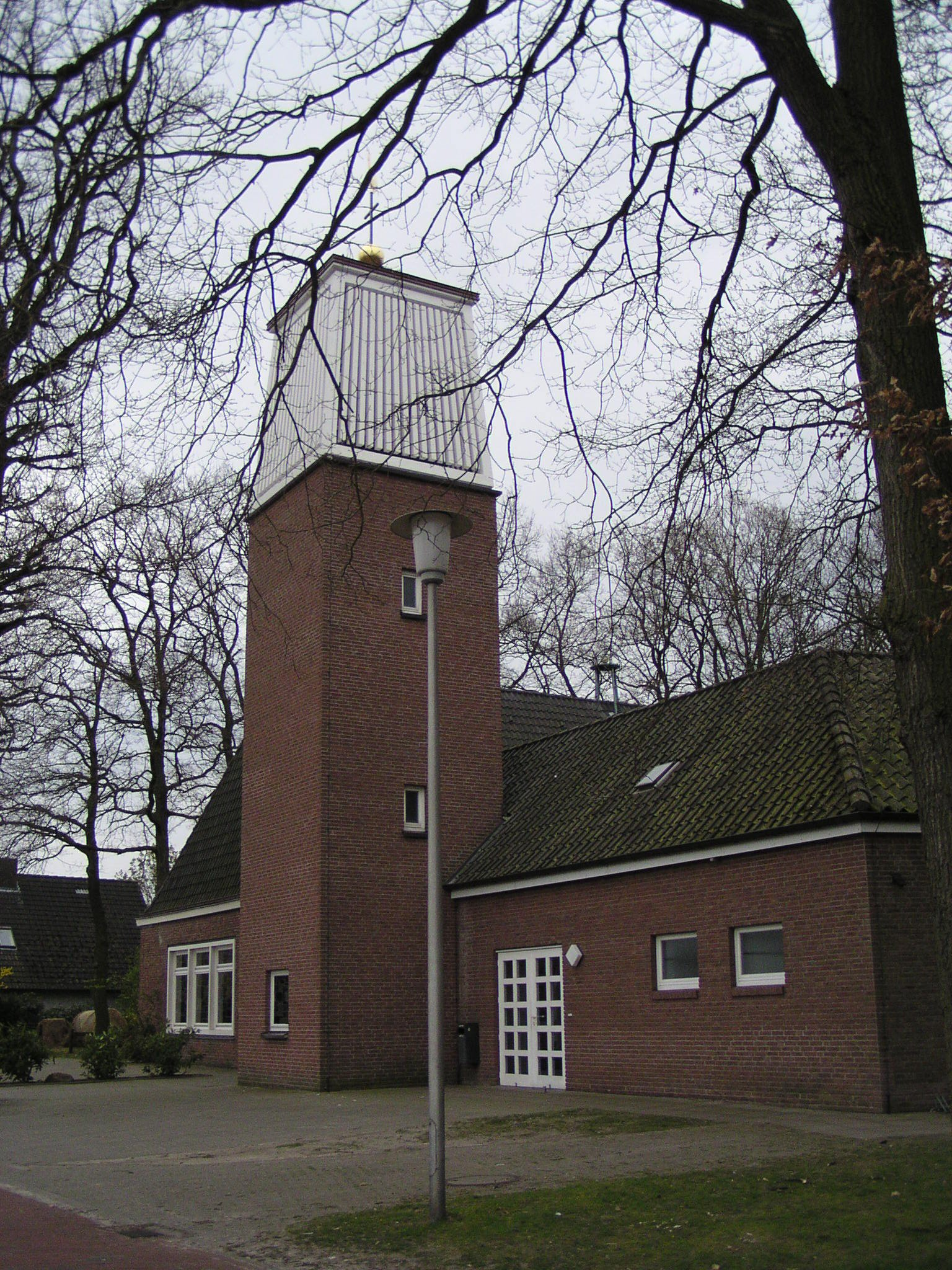
Kerk in Wetschen